# Mori Ōgai
Mori Ogai (森 鷗外/森 鴎外 Mori Ogai, Sâm Âu Ngoại/Sâm Hào Ngoại) 17 tháng 2 năm 1862 – 8 tháng 7 năm 1922) là một bác sĩ, một dịch giả, nhà viết tiểu thuyết và là một nhà thơ Nhật Bản. Ông sinh ra ở Tsuwano, tỉnh Iwami (nay là tỉnh Shimane) trong một gia đình đời đời làm nghề thầy thuốc cho lãnh chúa, lớn lên theo truyền thống đó, vào Đại học Đế quốc Tokyo học y khoa. Ông tốt nghiệp năm 1881 và trở thành quân y của lục quân.

## Sự nghiệp
Mori được gửi đi học về khoa vệ sinh ở Đức (Leipzig, Dresden, Munich, và Berlin) bởi chính quyền Minh Trị năm 1884 khi ông ở tuổi 22. Trở về vào 4 năm sau, ông được tạm xếp ở một vị trí cao là một bác sĩ khoa nội trong quân đội Nhật Bản. Là một người chuyên điều trị không phải dùng phẫu thuật, Mori là chuyên gia trong lĩnh vực bệnh tê phù, một nguyên nhân gây đau ốm bởi sự thiếu hụt thiamine. Mori tin tưởng một cách sai lầm rằng bệnh tê phù là một bệnh truyền nhiễm và từ chối chế độ ăn kiêng mà lực lượng hải quân Nhật đề ra cái mà rõ ràng đã điều trị cho 99% bệnh nhân. Những quyết định đáng ngờ của ông trong suốt Chiến tranh Nga-Nhật là nguyên nhân cái chết của mười ngàn lính Nhật bị bệnh tê phù. Trong năm 1907 Mori trở thành Tổng cục trưởng hệ thống quân y của lục quân, vào năm 1916 ông được chỉ định làm giám đốc nhà bảo tàng Đế quốc.
Trong suốt chiến tranh Nga - Nhật (1904-1905) cái mà Mori giữ bên mình là một cuốn sổ thơ. Sau chiến tranh, ông bắt đầu thành lập tanka viết về Đảng bao gồm một số nhà thơ nổi tiếng như Yosano Akiko. Là một tác giả, Mori được coi là một nhà văn hàng đầu thời kỳ Minh Trị với những tác phẩm lừng danh như Maihime (舞姫, Nàng vũ công, 1890) miêu tả mối quan hệ giữa một người đàn ông Nhật và một phụ nữ Đức, mang màu sắc khai sáng khuynh hướng lãng mạn trong văn học Nhật Bản thời cận đại. Đặc biệt là Gan ("Ngỗng trời", được dịch ở Việt Nam với tên gọi "Nhạn", 1911–13) xuất bản năm 1881 ở Tokyo được chuyển thể thành phim bởi Shiro Toyoda năm 1953 với tựa đề the Mistress/ Bà chủ nhà.
Khi tinh thần khai sáng của giai đoạn đầu đã lắng dịu, ông viết các tác phẩm đậm màu sắc sử liệu như Sanshō Dayū (山椒大夫, "Truyện Sanshō, người kể dạo", 1915), Takasebune (高瀬舟, "Thuyền giải tù", 1916) v.v.
Những đóng góp khác của Mori có thể kể đến bao gồm dịch thuật những tác phẩm của Goethe, Schiller, Ibsen, Hans Christian Andersen, và Hauptmann; thành lập Viện phê bình văn học hiện đại ở Nhật dựa trên lý thuyết thẩm mỹ của Karl von Hartmann. Hầu hết thời gian làm việc về sau của ông thì liên quan đến tiểu sử và lịch sử.

## Thông tin thêm
Tên thực của Mori là Rintarō (林太郎). Ōgai viết đúng là 鷗外 nhưng nhiều máy tính không hiện đúng ký tự kanji này và chữ 鴎外 thường được dùng thay thế.
Ngôi nhà nơi Mori từng sống được bảo quản ở khu vực Kokura Kita thuộc Kitakyushu, không xa nhà ga Kokura. Tại đây ông viết Kokura Nikki (Nhật ký Kokura). Ngôi nhà nơi ông sinh ra được bảo quản ở Tsuwano.
Một trong những người con gái của Mori, Mori Mari, có những ảnh hưởng tới sự vận động của Yaoi trong nền văn học Nhật Bản đương đại.

## Tác phẩm tiêu biểu
- Maihime (1890, 舞姫 | Nàng vũ công)
- Utakata no ki (1890, Truyện người ca kỹ)
- Fumizukai (1891, Người đưa thư)
- Wita sekusuarisu (1909, ヰタ・セクスアリス Tình dục muôn năm)
- Seinen (1910, Tuổi trẻ)
- Chinmoku notō (Pháo đài tĩnh lặng, 1910)
- Mōsō (Mộng tưởng, 1911)
- Gan (1911–13, 雁 | Nhạn)
- Okitsu Yagoemon no isho (1912, Thư trối trăn của Okitsuyaemon)
- Sanshō Dayū (1915, 山椒大夫 | Truyện của Sanshô, người kể dạo)
- Shibue Chūsai (1916, Sáp Giang Trừu Trai)
- Takasebune (1916, 高瀬舟 | Thuyền giải tù) v.v.

### Tác phẩm đã được dịch sang tiếng Việt
- Ba truyện ngắn Đang trùng tu, Thuyền giải tù, Hanako (Nguyễn Nam Trân dịch từ nguyên tác tiếng Nhật).
- Nhạn (Hoàng Long dịch từ nguyên tác tiếng Nhật, Nhà xuất bản Văn học, 2013)